# Aston Fields

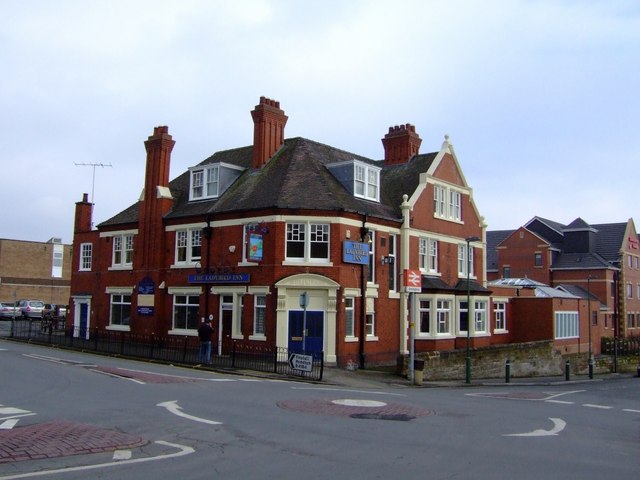
Krog i Aston Fields.

Aston Fields är ett område i sydöstra Bromsgrove i Worcestershire i England.
I Aston Fields låg Bromsgroves järnvägsverkstäder (Bromsgrove railway works), grundat 1841, som var verkstäder för Birmingham- och Gloucesterjärnvägarna. Verkstäderna stängde 1964.